# Yomara Hinestroza
Yomara Hinestroza Murillo  (née le 20 mai 1988 à Pradera) est une athlète colombienne, spécialiste du sprint. 

## Biographie

### Palmarès
| Date | Compétition                                      | Lieu                 | Résultat | Épreuve   | Performance |
| ---- | ------------------------------------------------ | -------------------- | -------- | --------- | ----------- |
| 2006 | Championnats ibéro-américains                    | Ponce                | 6e       | 100 m     | 11 s 82     |
| 2006 | Jeux d'Amérique centrale et des Caraïbes         | Carthagène des Indes | 6e       | 100 m     | 11 s 75     |
| 2006 | Jeux d'Amérique centrale et des Caraïbes         | Carthagène des Indes | 2e       | 4 × 100 m | 44 s 32     |
| 2007 | Championnats d'Amérique du Sud                   | São Paulo            | 2e       | 4 × 100 m | 44 s 68     |
| 2008 | Championnats ibéro-américains                    | Iquique              | 1re      | 100 m     | 11 s 58     |
| 2008 | Championnats ibéro-américains                    | Iquique              | 1re      | 4 × 100 m | 44 s 89     |
| 2008 | Championnats d'Amérique centrale et des Caraïbes | Cali                 | 6e       | 100 m     | 11 s 51     |
| 2008 | Championnats d'Amérique centrale et des Caraïbes | Cali                 | 2e       | 4 × 100 m | 43 s 56     |
| 2009 | Championnats d'Amérique centrale et des Caraïbes | La Havane            | 2e       | 4 × 100 m | 43 s 67     |
| 2009 | Championnats du monde                            | Berlin               | 8e       | 4 × 100 m | 43 s 71     |
| 2010 | Jeux sud-américains                              | Medellín             | 2e       | 100 m     | 11 s 63     |
| 2010 | Jeux sud-américains                              | Medellín             | 2e       | 4 × 100 m | 44 s 94     |
| 2010 | Championnats ibéro-américains                    | San Fernando         | 5e       | 100 m     | 11 s 65     |
| 2010 | Championnats ibéro-américains                    | San Fernando         | 2e       | 4 × 100 m | 44 s 29     |
| 2010 | Jeux d'Amérique centrale et des Caraïbes         | Mayagüez             | 3e       | 100 m     | 11 s 51     |
| 2010 | Jeux d'Amérique centrale et des Caraïbes         | Mayagüez             | 2e       | 4 × 100 m | 43 s 63     |
| 2011 | Championnats d'Amérique du Sud                   | Buenos Aires         | 2e       | 100 m     | 11 s 63     |
| 2011 | Championnats d'Amérique du Sud                   | Buenos Aires         | 1re      | 4 × 100 m | 44 s 11     |
| 2011 | Championnats d'Amérique centrale et des Caraïbes | Mayagüez             | 4e       | 100 m     | 11 s 46     |
| 2011 | Championnats d'Amérique centrale et des Caraïbes | Mayagüez             | 4e       | 4 × 100 m | 43 s 92     |
| 2011 | Jeux panaméricains                               | Guadalajara          | 6e       | 100 m     | 11 s 50     |
| 2011 | Jeux panaméricains                               | Guadalajara          | 3e       | 4 × 100 m | 43 s 44     |
| 2012 | Championnats ibéro-américains                    | Barquisimeto         | 5e       | 100 m     | 11 s 77     |
| 2013 | Championnats d'Amérique du Sud                   | Carthagène des Indes | 2e       | 4 × 100 m | 44 s 01     |

### Records
| Épreuve    | Performance | Lieu   | Date            |
| ---------- | ----------- | ------ | --------------- |
| 100 mètres | 11 s 34     | Bogota | 19 juillet 2008 |
| 200 mètres | 23 s 37     | Bogota | 3 décembre 2004 |